# 格蘭特縣 (維多利亞)
格蘭特縣（英語：County of Grant, Victoria）是澳大利亞維多利亞州37個縣之一，它位於墨爾本西部，菲利普港灣西側，包括吉朗。巴拉瑞特位於格蘭特縣西北邊緣。它的西邊是亞羅威河，北邊是大分水嶺，東邊是華勒比河。格蘭特縣成立於1853年。